# Cianocobalamina
La cianocobalamina és una forma artificial de vitamina B12. És un complex metàl·lic hexacoordinat de cobalt. De vegades també se l'anomena cobalamina, tot i que exactament no és el mateix compost.
Quatre posicions de coordinació estan ocupades per un macrocicle de corrina. Una de les posicions axials es ocupada per un grup ciano, CN-. Una cadena lateral de l'anell de corrina composta per una amida, un grup fosfat, una ribosa i un nucleòtid completa el complex de coordinació juntament amb un pseudonucleòtid, el 5,6-dimetilbenzimidazol, a l'extrem.

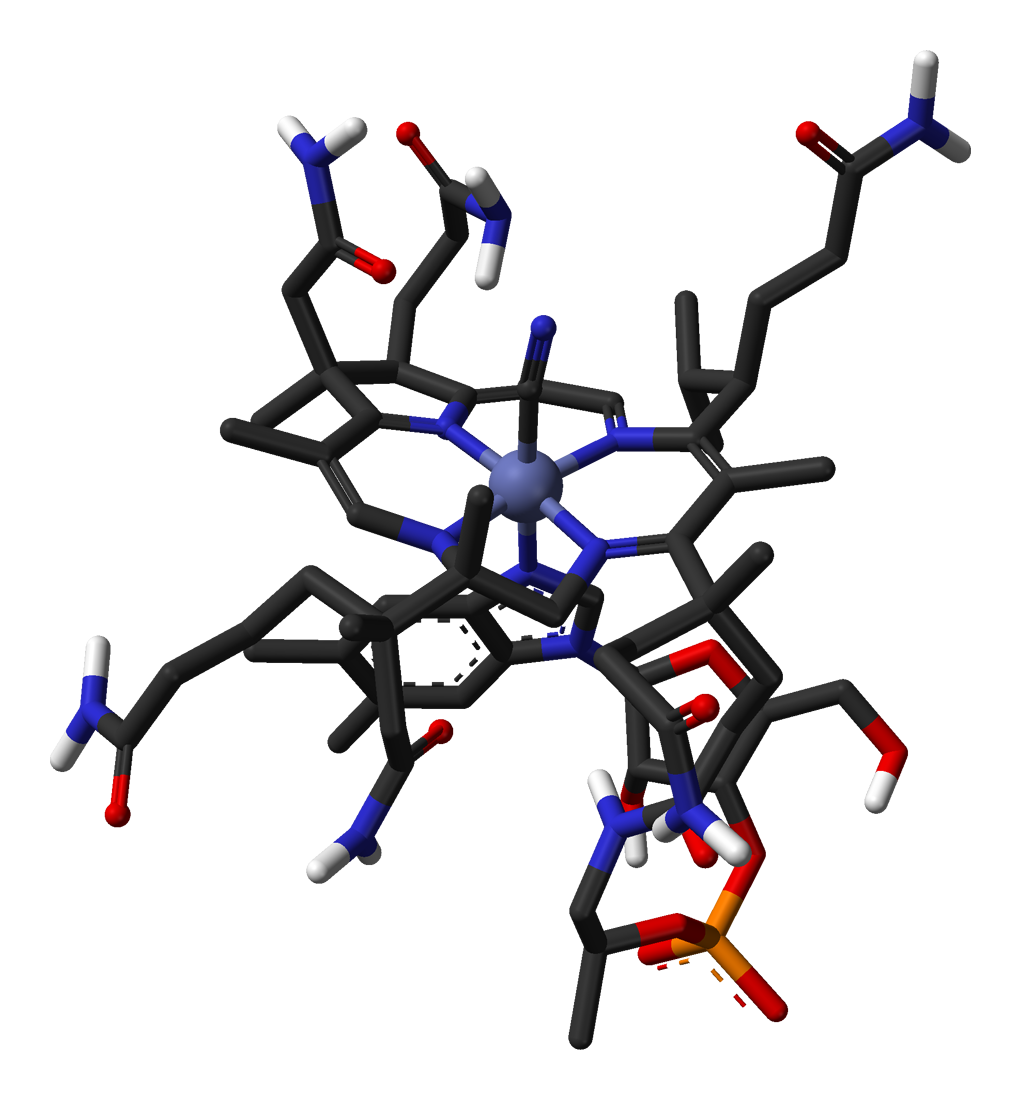
Estructura de la cianocobalamia.

La corrina, el grup fosfat i el CN- proporcionen cada un una càrrega negativa i presenten el cobalt en estat d'oxidació +3. El complex resulta ser d'espín baix.
La vitamina B₁₂ és una vitamina hidrosoluble. Té un paper clau en el funcionament normal del cervell i del sistema nerviós, i per a la formació de la sang. És una de les vuit vitamines B. Normalment participa en el metabolisme de totes les cèl·lules del cos. Afecta especialment la síntesi i la regulació d'ADN, i també la síntesi d'àcids grassos i la producció d'energia.
La vitamina B₁₂ és una classe de compostos químicament relacionats, tots els quals tenen activitat vitamínica. Estructuralment és la vitamina més complexa i conté cobalt, un element bioquímicament rar. La biosíntesi de l'estructura bàsica de la vitamina només la poden fer els bacteris, però la conversió entre diferents formes de la vitamina es pot fer al cos humà. Una forma comuna de la vitamina sintètica, la cianocobalamina, s'utilitza en molts productes farmacèutics i suplements, com un additiu alimentari, per la seva estabilitat i baix cost. Al cos es converteix en les formes fisiològiques, metilcobalamina i adenosilcobalamina, deixant el cianur, però a la concentració mínima. Més recentment, la hidroxocobalamina, la metilcobalamina i l'adenosilcobalamina també es poden trobar en els productes farmacològics i en els complements alimentaris més cars. Tanmateix, la utilitat d'aquesta addició és actualment objecte de debat.
La vitamina B₁₂ va ser descoberta arran de la relació que té amb l'anèmia perniciosa. L'anèmia perniciosa és una malaltia autoimmunitària que destrueix les cèl·lules parietals de l'estómac que secreten el factor intrínsec En alguna ocasió, debuta amb una anèmia hemolítica. El factor intrínsec és fonamental per a l'absorció normal de vitamina B₁₂, per tant la manca del factor intrínsec en causa una deficiència. Des d'aleshores s'han tipificat moltes més deficiències de vitamina B₁₂ i s'han portat a terme nombroses investigacions per tal de determinar els efectes bioquímics, psicològics i neurològics que comporten.

## Història
La deficiència de vitamina B₁₂ és la causa de l'anèmia perniciosa. La cura i la vitamina B₁₂, van ser descobertes accidentalment. George Whipple havia estat fent experiments de provocar anèmia fent hemorràgies a uns gossos, i després els donava a menjar diferents aliments per saber quina dieta permetia la recuperació més ràpida. Va descobrir que la ingestió de grans quantitats de fetge semblava curar l'anèmia més ràpidament. Així va sorgir la hipòtesi que la ingesta de fetge podria tractar l'anèmia perniciosa (1919).
Amb una sèrie d'acurats estudis clínics, George Richards Minot i William Murphy van aïllar la substància del fetge que va curar l'anèmia dels gossos, i van trobar que era ferro. També van trobar que una substància del fetge, que no tenia cap efecte sobre els gossos en les condicions utilitzades, curava l'anèmia perniciosa en els éssers humans. Minot i Murphy van informar d'aquests experiments l'any 1926. Aquest va ser el primer progrés real amb aquesta malaltia. Durant uns anys els pacients varen ser obligats a menjar grans quantitats de fetge cru o de beure suc de fetge.
El 1928, el químic Edwin Cohn va preparar un extracte de fetge que va ser de 50 a 100 vegades més potent que els productes naturals del fetge. L'extracte va ser el primer tractament viable per a la malaltia. Per la seva feina, Whipple, Minot i Murphy, l'any 1934 van compartir el Premi Nobel de Medicina.
Aquests esdeveniments van comportar finalment al descobriment de la vitamina B₁₂ al suc de fetge. La vitamina no va ser aïllada fins al 1948 pels químics Karl August Folkers dels Estats Units i Alexander R. Todd del Regne Unit. La substància va resultar ser cobalamina -la més complexa de totes les vitamines-. Pot ser injectada directament al múscul, cosa que permet tractar l'anèmia perniciosa més fàcilment.
L'estructura química de la molècula va ser determinada per Dorothy Crowfoot Hodgkin i el seu equip el 1956, sobre la base de dades cristal·logràfics. Finalment, a la dècada del 1950, es van desenvolupar mètodes de producció en grans quantitats de la vitamina en cultius de bacteris. Això va conduir a la forma moderna de tractament de la malaltia.

## Terminologia
El nom de la vitamina B₁₂ (B₁₂, per abreujar) o cianocobalamina es refereix a totes les formes de la vitamina. Alguns metges, però, han suggerit que per l'ús es divideix en dues categories diferents:
1. En un sentit ampli, B₁₂ es refereix a un grup de compostos vitamínics que contenen cobalt i que són coneguts com a cobalamines: a) la cianocobalamina, que és un artefacte format com a resultat de l'ús de cianur en els processos de purificació; b) la hidroxocobalamina, que és una altra forma medicinal; c) la 5'-desoxiadenosilcobalamina (adenosilcobalamina-AdoB₁₂), que és el cofactor de metilmalonil coenzim A mutasa (MUT) i c) la metilcobalamina (MeB₁₂), que és el cofactor de la 5-metiltransferasa metiltetrahidrofolat homocisteïna (MTR).
2. El terme B₁₂ pot ser utilitzat per a la cianocobalamina, la forma principal de B₁₂ obtinguda dels aliments i els suplements nutricionals. També hi ha l'anomenat pseudo-B₁₂. Fa referència a substàncies similars a la B₁₂ que es troben en alguns organismes, com l'espirulina (un cianobacteri) i algunes algues. Aquestes substàncies contribueixen al resultat positiu de les proves de l'activitat de la vitamina B₁₂ que mesuren els nivells de d'aquesta a la sang. No obstant això, els pseudo-B₁₂ no tenen activitat biològica pròpia de la B₁₂ pels éssers humans, fet que suposa un perill per als vegetarians, vegans i altres persones amb dietes de predomini vegetal, que no ingereixen bacteris productors de vitamina B₁₂. Aquestes persones poden mostrar falsos nivells normals de B₁₂ a les proves efectuades per a la detecció de la deficiència de B₁₂.

## Estructura

Estructura de la vitamina B₁₂

La vitamina B₁₂ és una col·lecció de molècules de cobalt i anells de corrina que es defineixen per la seva funció vitamínica particular en el cos. Totes les molècules de substrat de cobalt-corrina a partir de les quals es forma la B₁₂ han de ser sintetitzades per bacteris. No obstant això, després de completar aquesta síntesi, el cos té un poder enzimàtic limitat per convertir qualsevol forma de vitamina B₁₂ a una altra, per mitjà de l'eliminació de determinats grups prostètics de l'àtom de cobalt.
La cianocobalamina és una vitamina del complex B perquè pot ser metabolitzada en el cos a una forma activa de coenzim. La forma cianocobalamina de la B₁₂ no es produeix normalment a la natura. És un subproducte d'altres formes de vitamina B₁₂ que són lligants del cianur (-CN) el qual recullen de processos on intervenen bactèris. Com que la forma de la cianocobalamina B₁₂ és de color vermell profund, fàcil de cristal·litzar, i no és sensible a l'oxidació de l'aire, normalment és la forma de vitamina B₁₂ utilitzada pels additius alimentaris i en molts multivitamínics comuns. Tot i així, aquesta forma no és perfectament sinònima de la B₁₂. Tota una sèrie de substàncies tenen activitat vitamínica pròpia de la B₁₂ i la cianocobalamina és només una d'elles. Així, totes les cianocobalamines són vitamines B₁₂, però no totes les vitamines B12 són cianocobalamines.
La vitamina B₁₂ és la més complexa químicament de totes les vitamines. L'estructura de la vitamina B₁₂ es basa en un anell de corrina. L'ió metàl·lic central és de cobalt. L'anell de corrina ocupa quatre dels sis llocs de coordinació i un grup dimetil-benzimidazol ocupa un cinquè. El sisè lloc de la coordinació (el centre de reacció) és variable. Pot ser d'un grup cianur (-CN), un grup hidroxil (-OH), un grup metil (-CH3) o un grup 5'-desoxiadenosil respectivament, per obtenir les quatre formes B₁₂ esmentades anteriorment. Històricament, l'enllaç covalent C-Co és un dels primers exemples d'enllaços carboni-metall que es va descobrir en la biologia. Les hidrogenases, i els enzims associats amb la utilització de cobalt involucren els enllaços carboni–metall.

## Síntesi
La vitamina B₁₂ no pot ser creada per plantes ni animals. Només els bacteris tenen els enzims necessaris per a la seva síntesi. La síntesi sencera de la vitamina B₁₂ va ser descrita per Robert Burns Woodward i Albert Eschenmoser i seguida per la d'un dels seus derivats naturals, l'àcid cobíric.
Els gèneres de bacteris que sintetitzen la vitamina B₁₂ són: Aerobacter, Agrobacterium, Alcaligenes, Azotobacter, Bacillus, Lactobacillus, Clostridium, Corynebacterium, Flavobacterium, Micromonospora, Mycobacterium, Acetobacter, Klebsiella, Nocardia, Propionibacterium, Protaminobacter, Fusobacterium, Proteus, Pseudomonas, Rhizobium, Sinorhizobium, Salmonella, Serratia, Streptomyces, Streptococcus i Xanthomonas.
La producció industrial de la vitamina B₁₂ es fa a través de la fermentació de microorganismes seleccionats. Streptomyces griseus, un bacteri que abans es considerava un llevat, va ser la font comercial de vitamina B₁₂ durant molts anys. Actualment s'utilitzen espècies com Pseudomonas denitrificans i Propionibacterium shermanii. Aquestes són freqüentment cultivades en condicions especials per incrementar el rendiment i almenys una empresa, Rhône-Poulenc de França, en un moment donat va utilitzar versions genèticament modificades d'una o de les dues espècies. A més de les espècies productores nadiues, E. coli també s'empra com a hoste heteròleg en el procés productiu i soques d'aquest bacteri sotmeses a enginyeria metabòlica han demostrat experimentalment que poden biosintetitzar de novo B12. La soca CGMCC 19596 del rizobi Ensifer adhaerens, després de ser fermentada, s'empra per obtenir additius amb vitamina B₁₂ destinats a la alimentació animal. Un grup de recerca europeu ha aconseguit cultivar controladament espirulina per produir una biomassa nutritiva rica en B₁₂,amb una petjada de carboni neutra.

## Funcions
L'enllaç reactiu C-Co del coenzim B₁₂ participa en dos tipus de reaccions catalitzades per enzims: reordenaments en què un àtom d'hidrogen es transmet directament entre dos àtoms adjacents amb l'intercanvi simultani del segon substituent, que pot ser un àtom de carboni amb substituents, un àtom d'oxigen d'un alcohol o una amina, i transferències del grup metil (-CH3) entre dues molècules.
La vitamina B₁₂ participa en el metabolisme de cada cèl·lula del cos, especialment en la síntesi i la regulació de l'àcid desoxiribonucleic, i també en la síntesi dels àcids grassos, en la producció mitocondrial de l'energia química cel·lular, en les mecanismes de la inflamació i en el procés de la senescència humana. Molts (encara que no tots) dels efectes de les funcions de la vitamina B₁₂ poden ser substituïts per una quantitat suficient d'àcid fòlic (una altra vitamina B), ja que la B12 s'utilitza per regenerar l'àcid fòlic en el cos. La majoria dels símptomes de deficiència de B₁₂ són en realitat símptomes de deficiència de folat, ja que inclouen tots els trets clínics de l'anèmia perniciosa i de l'anèmia megaloblàstica. Això succeeix per la síntesi insuficient d'ADN quan el cos no té un subministrament adequat d'àcid fòlic per a la producció de la timina. Quan la disponibilitat d'àcid fòlic és suficient, totes les síndromes relacionades amb la deficiència de B₁₂ desapareixen, excepte les estrictament relacionades amb els enzims dependents de vitamina B₁₂: metilmalonil coenzim A mutasa (MUT), i 5-metiltetrahidrofolat-homocisteïna metiltransferasa (MTR).

### Extracció d'energia
La reacció amb MUT converteix IMM-CoA a Sa-CoA, un pas important en l'extracció d'energia a partir de proteïnes i greixos. Aquesta funcionalitat es perd en la deficiència de vitamina B₁₂, i pot mesurar-se clínicament com un augment de la concentració d'àcid metilmalònic (MMA). Però no tots els augments d'MMA indiquen deficiència de vitamina B₁₂. Per exemple, el MMA està elevat en un 90-98 per cent dels pacients amb deficiència de vitamina B₁₂; però un 20-25 per cent dels pacients majors de 70 anys tenen nivells elevats de MMA relacionables amb nefropatia, deshidratació o trastorns tiroidals, i un 25-33 per cent d'ells no tenen deficiència de vitamina B₁₂. Per aquesta raó, l'avaluació dels nivells de MMA no es recomana en els ancians. No hi ha una prova estàndard per comprovar la deficiència de la B₁₂, ja que quan la deficiència es produeix, els valors sèrics poden mantenir-se mentre s'esgoten les reserves de B₁₂ del teixit. Per tant, els valors de vitamina B₁₂ sèrica per sobre del punt de tall de la deficiència, no indiquen necessàriament un estat de B₁₂ adequat.

### Síntesi i regulació d'ADN
El MTR, també conegut com metionina sintasa, és un enzim de transferència de metil que intervé en el metabolisme de la membrana cel·lular. Catalitza la conversió de l'aminoàcid homocisteïna (Hcy) en metionina (Met). Aquesta característica es perd en cas de deficiència de vitamina B₁₂, i pot mesurar-se clínicament com un augment de nivell d'homocisteïna in vitro. L'augment de l'homocisteïna també pot ser causada per una deficiència d'àcid fòlic. Sense la vitamina B₁₂, l'àcid fòlic es troba atrapat en forma de 5-metil-folat, del qual el tetrahidrofolat (THF) no es pot recuperar a menys que un procés MTR faci reaccionar el 5-metil-folat amb homocisteïna per produir metionina i THF, disminuint així la necessitat de noves fonts de THF de la dieta. El THF es pot obtenir de la conversió de l'homocisteïna en metionina, o de la dieta. Es converteix per un procés no dependent de B₁₂ a 5,10-metil-THF, que participa en la síntesi de la timina. Una disponibilitat reduïda de 5,10-metil-THF donarà problemes en la síntesi d'ADN, i això causarà produccions ineficaces de cèl·lules de curta vida, en particular les cèl·lules sanguínies, i també cèl·lules de la paret intestinal, que són responsables de l'absorció. Els mals resultats de la producció de cèl·lules sanguínies comporten l'aparició de l'anèmia perniciosa. Un petit nombre de malalts amb anèmia perniciosa pot no tenir un veritable dèficit de B₁₂, degut a errors en els resultats de la prova de laboratori que determina automàticament el nivell de la vitamina en sang.
Des dels finals de la dècada de 1990 l'àcid fòlic va ser afegit per fortificar la farina en molts països, de manera que la deficiència de folat és ara més rara. Al mateix temps, ja que les proves per l'anèmia i la grandària dels eritròcits es fan rutinàriament en les clíniques, fins i tot per un simple examen mèdic, la deficiència de vitamina B₁₂ no s'evidencia per mitjà de l'anèmia sinó com un augment d'homocisteïna en la sang i en l'orina. Aquesta condició pot causar danys a les artèries i en la coagulació (atac al cor i infart cerebral), però aquest efecte és difícil de separar d'altres processos comuns associats amb l'ateroesclerosi i l'envelliment.

### Metilació de fosfolípids de la beina de mielina

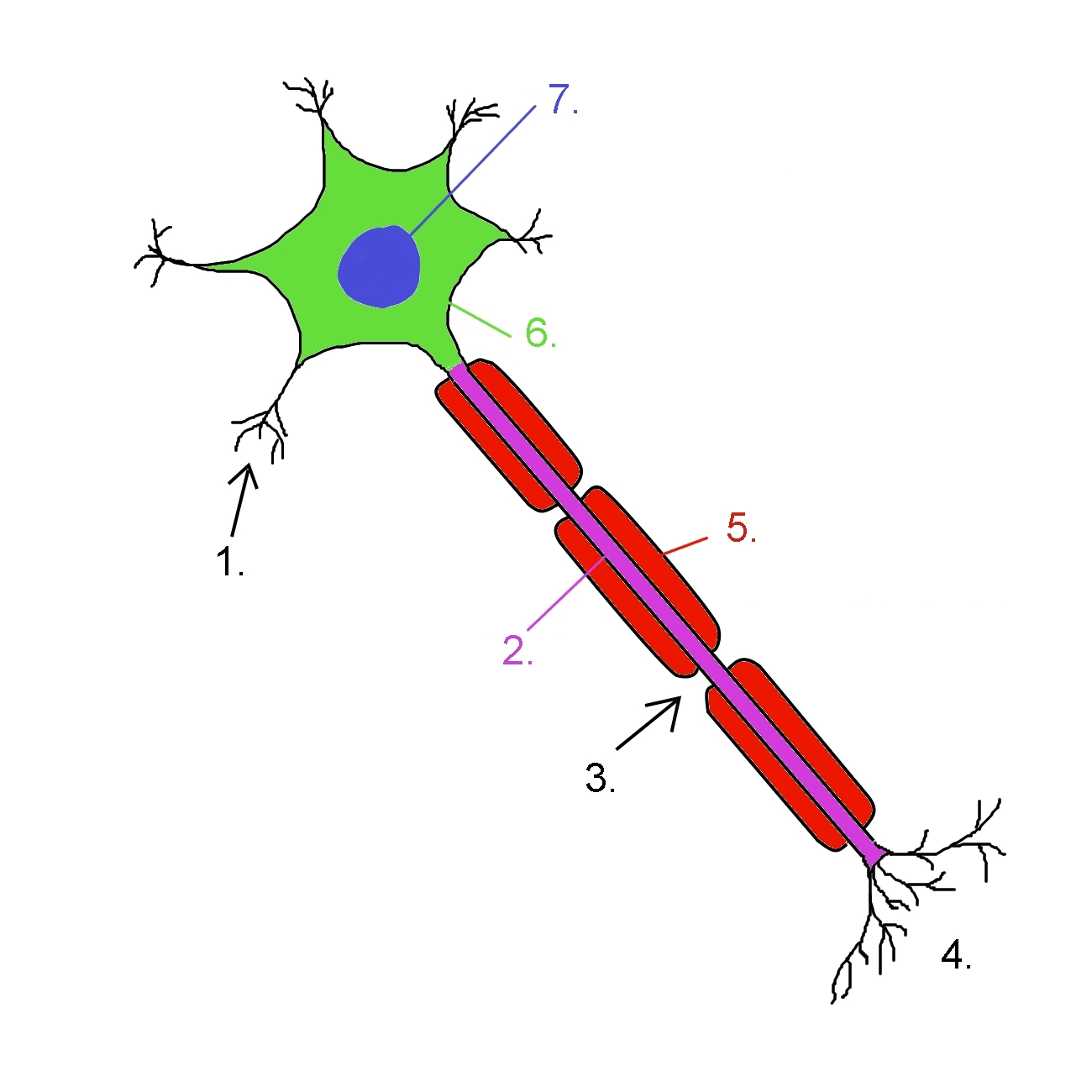
Neurona. 1.Dentrites 2.Axó 3.Nòdul de Ranvier 4.Axó terminal 5.Cèl·lula Schwann (BEINA DE MIELINA) 6.Cos de la cèl·lula 7.Nucli.

Les reaccions MTR dependents de B₁₂ poden tenir efectes neurològics a través d'un mecanisme indirecte. Per formar S-adenosilmetionina (SAM), és necessària una quantitat de metionina adequada que al seu torn és imprescindible per a la metilació de fosfolípids de la beina de mielina. Aquesta metionina es forma a partir d'un substrat, l'obtenció del qual depèn de la B₁₂. La SAM participa en la fabricació de certs neurotransmissors, les catecolamines, i en el metabolisme cerebral. Aquests neurotransmissors són importants per mantenir l'estat d'ànim, el que possiblement explica per què la depressió està associada amb la deficiència de B₁₂ i que un percentatge significatiu de persones que pateixen aquest trastorn millorin amb l'administració d'un complex S-adenosil-L-metionina-vitamina B. La metilació dels fosfolípids de la beina de mielina pot dependre també d'un nivell d'àcid fòlic adequat, que al seu torn depèn de reciclatge de MTR, llevat que s'ingereixi en quantitats relativament altes.
El dany de mielina específic derivat de la deficiència de B₁₂, fins i tot en presència de la quantitat adequada de folat i metionina, s'ha connectat amb la B12 més directament per les reaccions relacionades amb la MUT, que és absolutament necessària per convertir el coenzim metilmalonil a succinil coenzim A. La suspensió d'aquesta segona reacció dona com a resultat nivells elevats d'MMA. L'MMA excessiu dificultarà la síntesi normal d'àcids grassos, o s'incorporaran en els àcids grassos millor que l'àcid malònic normal. Si aquest àcid gras anormal posteriorment s'incorpora a la mielina, la mielina resultant serà massa fràgil i es produirà la desmielinització. Encara que els mecanismes concrets no es coneixen amb certesa, el resultat és la degeneració del sistema nerviós i de la medul·la espinal Sigui quina sigui la causa, se sap que la deficiència de vitamina B₁₂ causa neuropaties, fins i tot en individus joves sense cap comorbiditat.

## Absorció i distribució als humans
La fisiologia humana de la vitamina B₁₂ és complexa. A diferència de la majoria dels nutrients, l'absorció de vitamina B₁₂ comença a la boca on petites quantitats de vitamina B₁₂ poden ser absorbides. Les proteïnes dels aliments que envolten la vitamina B₁₂ són digerides a l'estómac per enzims proteolítics, que requereixen un pH àcid. Un cop la B12 és alliberada de les proteïnes dels aliments, se segreguen proteïnes-R, com ara haptocorrines i cobalafilines, que s'uneixen a la vitamina B₁₂ lliure per formar un complex B12-R. També a l'estómac, el factor intrínsec (IF), una proteïna sintetitzada per les cèl·lules parietals gàstriques, és secretada en resposta a la histamina, la pentagastrina i la gastrina produïdes per aquest òrgan després d'ingerir aliments. Si això no passa a causa de l'atròfia de les cèl·lules parietals gàstriques (el problema de l'anèmia perniciosa), i no s'absorbeix una quantitat suficient de B₁₂, és perquè s'administra per via oral en dosis relativament grans (500-1.000 mcg/dia). A causa de la complexitat de l'absorció de vitamina B₁₂ molts pacients geriàtrics tenen més risc de deficiència de vitamina B₁₂.
Al duodè, les proteases digereixen les proteïnes-R i l'alliberen B12, que després s'uneixen al factor intrínsec, per formar el complex B12-IF. La B12 s'ha d'adjuntar al IF perquè sigui absorbit, perquè els receptors dels enteròcits de l'ili terminal només reconeixen el complex B12-FI, a més a més, el factor intrínsec protegeix la vitamina del catabolisme dels bacteris intestinals. El complex B12-IF és absorbit a través d'un procés d'endocitosi gairebé exclusivament per la proteïna perifèrica de membrana cubilina, codificada pel gen CUBN i expressada en l'ili terminal de l'intestí prim. Per tant, l'absorció de la vitamina B₁₂ requereix intactes i funcionals estómac, pàncrees exocrí, factor intrínsec i budell prim. Qualsevol problema amb algun d'aquests òrgans fa una deficiència de vitamina B₁₂.
Una vegada que el complex B12-IF és reconegut, és transportat a la circulació enterohepàtica. Aleshores la vitamina es transfereix a la transcobalamina II (TC-II/B12), que serveix com a transportador de la vitamina en el plasma. Se sap que deficiències genètiques d'aquesta proteïna (transcobalamina II) originades per mutacions en el gen TCN2 també poden ser una causa de la deficiència funcional de vitamina B₁₂ i provocar un desenvolupament anormal de les cèl·lules sanguínies bastant similar a una síndrome mielodisplàstica.
Perqué la vitamina pugui passar a dins de les cèl·lules, el complex TC-II/B12 ha d'unir-se a un receptor cel·lular i a continuació creuar la membrana. La transcobalamina-II es degrada en un lisosoma i la B12 és finalment alliberada al citoplasma, on pot transformar-se en el coenzim adequat per determinats enzims cel·lulars.
Defectes hereditaris de la producció de la transcobalamina i els seus receptors poden produir deficiències funcionals de la B12 i anèmia megaloblàstica d'aparició neonatal. La formació d'autoanticossos contra el receptor de la transcobalamina CD320 és la causa de la deficiència central autoimmunitària de vitamina B12.
Els individus amb una producció reduïda de factor intrínsec gàstric tenen menys capacitat per absorbir la vitamina B₁₂. Això dona com a resultat l'excreció d'un 80-100 per cent de les dosis orals a la femta en comparació amb un 30-60 per cent com es veu en els individus amb factor intrínsec adequat.
La quantitat de vitamina B₁₂ total emmagatzemada al cos és de 2,000-5,000 mcg als adults. Al voltant del 50 per cent d'aquesta s'emmagatzema a les cèl·lules del fetge, sota la modulació de la proteïna receptora CD320 i la proteïna transportadora TCN2. Aproximadament el 0,1 per cent de la vitamina es perd diàriament per les secrecions al budell perquè no totes aquestes secrecions són reabsorbides. La bilis és la principal forma d'excreció de vitamina B₁₂, però, la majoria de la vitamina B₁₂ que se secreta a la bilis es recicla mitjançant la circulació enterohepàtica. A causa de l'extremadament eficient circulació enterohepàtica de la vitamina B₁₂, el fetge pot emmagatzemar vitamina B₁₂ durant uns quants anys, per tant, la deficiència nutricional d'aquesta vitamina és poc freqüent. El canvi dels nivells de B12 depèn de l'equilibri entre la quantitat de vitamina B₁₂ que s'obté de la dieta, la quantitat que se segrega i la quantitat absorbida. La deficiència de vitamina B₁₂ pot sorgir un any més tard, si les reserves inicials són baixes i els factors genètics són desfavorables o poden no aparèixer durant dècades. Als nadons, la deficiència de vitamina B₁₂ pot aparèixer molt més aviat.

## Deficiència de vitamina B₁₂

### Símptomes i danys causats per deficiència
La deficiència de vitamina B₁₂ pot causar danys greus i irreversibles al sistema nerviós central (SNC), sobretot en la medul·la espinal i el cervell, com ocorre en casos d'afectació leptomeníngica derivada de carcinomatosi per un mieloma múltiple. A nivells lleugerament inferiors a la quantitat normal es poden experimentar una sèrie de símptomes com el cansament, depressió clínica i mala memòria. No obstant això, aquests símptomes per si mateixos són massa inespecífics per al diagnòstic de deficiència de la vitamina sense la pràctica de les analítiques pertinents, que inclouen la determinació dels valors d'àcid metilmalònic en sèrum, autoanticossos contra cèl·lules parietals gàstriques, holotranscobalamina i homocisteïna plasmàtica. És un problema freqüent en pacients crònics sotmesos a hemodiàlisi, en persones amb síndrome de Sjögren primària o malaltia de Crohn i en la gent gran, en la qual es manifesta a vegades amb diarrea, anorèxia, atàxia i diversa simptomatologia atribuïble a la desmielinització. La deficiència de vitamina B₁₂ també pot causar lesions cerebrals permanents o reversibles quan són correctament tractades, trombosi dels sins venosos cerebrals, compromís cerebel·lòs amb desmielinització aguda i leucoenfalopatia, mieloradiculopatia, pseudomicroangiopatia trombòtica, diarrea crònica, pancitopènia greu, ascites, retard psicomotor, neuritis òpticai símptomes psicopatològics, com ara mania, confusió mental aguda, demència, al·lucinacions visuals, catatonia, trastorn obsessivocompulsiu, alteraciò cognitiva amb pèrdua de memòria de gravetat variable en la vellesa i accidents vasculars cerebrals isquèmics. Una manifestació força atípica del dèficit primari de cobalamina sèrica és l'anèmia hemolítica greu, la qual en alguns casos singulars pot anar acompanyada d'una síndrome nefròtica i d'hipertensió arterial maligna. La síndrome de West, la somnolència, la síncope vasovagal, la hipotonia, les parestèsies, els vòmits o els atacs epilèptics afebrils poden ser la primera manifestació de la manca de vitamina B₁₂ en nens petits.
La patomorfologia de la deficiència de la B12 consisteix en un estat espongiforme del teixit neuronal, juntament amb edema de fibres i deficiència estructural tissular. La mielina es desintegra, juntament amb la fibra axial dels axons. En fases posteriors, apareix l'esclerosi dels teixits nerviosos fíbrics. L'estat fisiopatològic es diu degeneració subaguda combinada de la medul·la espinal. En el cervell, els canvis són menys greus.
La síndrome principal de deficiència de vitamina B₁₂ és la malaltia d'Addison-Biermer (anèmia perniciosa adquirida). Es caracteritza per anèmia megaloblàstica, símptomes gastrointestinals i símptomes neurològics. Cada un d'aquests símptomes poden passar per sí sols o juntament amb d'altres. El quadre neurològic, conegut amb el nom de mielosi funicular, consta dels següents signes i símptomes: deteriorament de la percepció del tacte profund, pressió i vibració, abolició del sentit del tacte; atàxia aguda; disminució o abolició dels reflexos musculars; lesions hiperintenses en les imatges T2 de la ressonància magnètica de la medul·la espinal, i reflexos patològics com ara el de Babinski o el de Rossolimo.
Durant el curs de la malaltia poden passar trastorns mentals com ara irritabilitat, problemes de concentració, o estat depressiu amb tendències suïcides. Aquests símptomes es poden no revertir després de la correcció de les anomalies hematològiques. La possibilitat de reversió completa disminueix amb la llargada de la durada dels símptomes neurològics. La concurrència simultània en un mateix individu de tumor neuroendocrí gàstric, degeneració subaguda combinada medul·lar i anèmia perniciosa per causa d'una gastritis autoimmunitària és molt poc comuna.
La síndrome de Moschcowitz (anèmia megaloblàstica associada a pseudo-microangiopatia trombòtica) és una forma de presentació greu i molt infreqüent del dèficit de B12. Sol cursar amb afàsia, estupor, signe de Babinski positiu, hemiparèsia, trombocitopènia, afectació renal i coma. Té un diagnòstic difícil, ja que per regla general en les analítiques rutinàries no apareixen els marcadors morfològics clàssics de l'anèmia megaloblàstica. En algunes ocasions aquesta síndrome es confon amb una púrpura trombocitopènica trombòtica i és tractada equivocadament amb plasmafèresi
S'ha comprovat que els fills de mares amb una ingesta insuficient de cobalamina presenten certes alteracions del SNC que no es desenvolupen en els nascuts de mares alimentades amb una dieta omnívora. Un nivell baix de B12 en les dones embarassades implica un augment del risc de naixement de nens amb infrapès, de defectes del tub neural embrionari, de part preterme, de preeclàmpsia i d'avortament espontani, particularment en gestants adolescents.

### Deficiència de B12d'origen genètic
La síndrome d'Imerslund-Gräsbeck, o malabsorció selectiva de vitamina B₁₂ amb proteinúria, és un rar trastorn autosòmic recessiu que apareix durant la infantesa, provocat per una mutació en el gen CUBN del cromosoma 10 o en el gen AMN del cromosoma 14 i caracteritzat per anèmia megaloblàstica, glossitis (inflamació de la llengua), quilitis angular (inflamació de la comissura bucal), neuropatia perifèrica i desmielinització espinal. Aquesta síndrome també afecta a alguns exemplars juvenils de gossos de raça Beagle, Komondor i Border Collie.
Una altra alteració genètica extremadament rara (menys de 100 casos registrats a la literatura mèdica fins ara) que provoca malabsorció de vitamina B₁₂ i, per tant, la seva mancança, és el dèficit congènit de factor intrínsec gàstric. A diferència de la síndrome d'Imerslund-Gräsbeck pot manifestar-se en nens i també en adults joves. Està originat per mutacions bial·lèliques en el gen CBLIF del cromosoma 11 encarregat de codificar dit factor. Provoca retard del creixement i simptomatologia anèmica. Si no es identificat i tractat, pot cursar amb degeneració combinada subaguda de la medul·la espinal, atàxia i altres anomalies del sistema nerviós.

## Excés de B12
La hipercobalaminèmia (nivells sèrics de vitamina B₁₂ superiors a 950 picograms/ml) és una anomalia freqüent i subestimada. Les seves causes poder ser exògenes i endògenes. Entre les exògenes, les més comunes són la ingesta abusiva de suplements multivitamínics i l'administració terapèutica parenteral perllongada de la vitamina. Infreqüentment, es produeix quan es prenen begudes energètiques després d'una gastrectomia total. Les causes endògenes inclouen un ampli ventall de patologies greus, com ara neoplàsies hematològiques, càncers sòlids i diverses malalties hepàtiques i renals. Per això, la detecció d'una hipercobalaminèmia requereix identificar amb claredat la seva etiologia el més aviat possible per mitjà de proves de laboratori. Paradoxalment, el trastorn pot presentar signes clínics de deficiència funcional de B12 relacionables amb una disfunció qualitativa de l'activitat transcobalamínica.

## Al·lèrgies
Els suplements de vitamina B₁₂, en teoria, s'han d'evitar en persones sensibles o al·lèrgiques a la cobalamina, el cobalt o qualsevol altra substància similar present en aquesta mena de productes. No obstant això, l'al·lèrgia directa a una vitamina o nutrient és un fenomen rar. S'han registrat, però, reaccions anafilàctiques importants després de la injecció intramuscular de cianocobalamina. Dosis altes de B12 ponen desencadenar en determinades persones erupcions acneïformes, d'un patró anomenat monomòrfic, caracteritzat per l'aparició de les lesions a zones no seborreiques, inusual edat d'inici del procés i resistència als tractaments comuns.

## Efectes secundaris
La vitamina B₁₂ pot tenir efectes secundaris:
- Dermatològics: Pruïja, erupció cutània, dermatitis de contacte segmentada sistèmica,[197]exantema transitori, urticària.
- Gastrointestinals: diarrea lleu.
- Hematològics: s'ha descrit de forma excepcional algun cas de trombosi venosa.[198]
- Articulars: artràlgies.[199]
- Malaltia de Leber: la vitamina B₁₂ en forma de cianocobalamina està contraindicada en la malaltia de Leber primerenca, que és una atròfia del nervi òptic de caràcter hereditari.[200] La cianocobalamina pot causar atròfia òptica greu i ràpida, però hi ha disponibles altres formes de vitamina B₁₂. No obstant això, les causes fisiopatogèniques d'aquesta contraindicació no són del tot conegudes.[201]
- Rarament, es donen reaccions d'hipersensibilitat a l'alcohol benzílic present a algunes solucions injectables de B₁₂.[202]

## Interaccions

### Interaccions amb medicaments
- L'àcid 4-aminosalicílic (un bacteriostàtic també conegut amb el nom d'àcid paraaminosalicílic),[203] emprat contra les infeccions per Mycobacterium tuberculosis pot reduir l'absorció de vitamina B₁₂ oral, possiblement fins en un 55 per cent, com a part d'una síndrome de malabsorció general.[204]
- Antibiòtics: Un augment de la càrrega bacteriana pot detenir quantitats significatives de vitamina B₁₂ a l'intestí, evitant la seva absorció.[205]
- Anticonceptius hormonals: Les dades sobre els efectes dels anticonceptius orals en els nivells sèrics de vitamina B₁₂ són contradictoris. Alguns estudis han trobat nivells reduïts en usuàries d'anticonceptius orals, però d'altres no han trobat cap efecte malgrat l'ús d'anticonceptius orals per fins a 6 mesos.[206]
- Cloramfenicol (Chloromycetin): informes de casos limitats indiquen que el cloramfenicol pot demorar o interrompre la resposta de reticulòcits per suplement de vitamina B₁₂ en alguns pacients. Els recomptes de sang han de ser estretament vigilats si aquesta combinació no es pot evitar.
- Radioteràpia: la irradiació perllongada terapèutica pot causar una enteritis i disminuir l'absorció de vitamina B₁₂.[207]
- Colquicina: Colquicina en dosis d'1,9-3,9 mg/dia poden interrompre la funció normal de la mucosa intestinal, donant lloc a una mala absorció de diversos nutrients, incloent la vitamina B₁₂.[208]
- Colestipol,[209] colestiramina:[210] El tractament perllongat amb aquestes resines d'intercanvi iònic utilitzades per al segrest d'àcids biliars i per tal de disminuir el colesterol, poden disminuir l'absorció intestinal de folat.[211] És poc probable que a causa d'aquesta interacció s'esgotin les reserves corporals de vitamina B₁₂ a menys que hi hagi altres factors que contribueixin a la deficiència.[212]
- Metformina (Glucophage): La metformina pot reduir l'àcid fòlic sèric i els nivells de vitamina B₁₂,[213] sobretot si s'administra conjuntament amb IBPs i/o antagonistes dels receptors H₂.[214]
- La nicotina: La nicotina pot reduir els nivells sèrics de vitamina B₁₂. Encara que el nivell total de B12 no mostri diferències entre persones fumadores i no fumadores, la funcionalitat de la vitamina està alterada en els fumadors a causa de la disminució en sèrum de la forma activa de la mateixa.[215] La necessitat de suplements de vitamina B₁₂ en els fumadors no ha estat adequadament estudiada, si bé es creu que el consum perllongat de vitamines B a dosis altes per part dels fumadors varons pot incrementar el seu risc de sofrir un càncer de pulmó.[216]
- L'omeprazole: Un consum continuat en el temps d'omeprazole i altres inhibidors de la bomba de protons o d'antagonistes dels receptors H₂ pot disminuir l'absorció de vitamina B₁₂ i comportar problemes de salut.[217]
- L'òxid nitrós: L'òxid nitrós inactiva funcionalment per oxidació la forma cobalamina de la vitamina B₁₂. Els símptomes de deficiència de vitamina B₁₂, incloent psicosi aguda,[218] neuropatia perifèrica,[219] mielopatia[220] i encefalitis,[221] poden ocórrer alguna vegada després de dies o setmanes de l'exposició a una anestèsia amb òxid nitrós en les persones amb deficiència subclínica de vitamina B₁₂. També s'han descrit casos de deficiència greu subsegüent a l'ús d'aquesta substància amb finalitats recreatives.[222] Els símptomes es tracten amb dosis altes de vitamina B₁₂, però la recuperació pot ser lenta i incompleta.[223]
- Fenitoïna (Dilantin), carbamazepina, pregabalina, topiramat, valproat, fenobarbital, primidona (Mysoline): Diversos anticonvulsius d'ús comú han estat associats amb una reducció de l'absorció de vitamina B₁₂ i de baixos nivells sèrics d'aquesta vitamina en certs pacients. Això pot contribuir a l'anèmia megaloblàstica, causada principalment per deficiència de folat, en relació amb aquests fàrmacs.[224]
- Inhibidors de la bomba de protons (IBP): La reducció de la secreció d'àcid gàstric i pepsina produïda pels IBP poden reduir l'absorció de proteïnes i vitamina B₁₂,[225] en especial quan els IBPs són administrats a llarg termini a pacients amb una síndrome de Zollinger-Ellison.[226] La gastritis atròfica crònica també pot ocasionar un dèficit de B₁₂ reduint la quantitat de factor intrínsec secretat per les cèl·lules parietals,[227] ja que l'àcid gàstric és necessari per afavorir el procés d'absorció vitamínica al causar l'alliberament de la vitamina B₁₂ de les proteïnes transportadores.
- Zidovudina (AZT, Combivir, Retrovir): Es pot produir una reducció de nivells sèrics de vitamina B₁₂ quan s'inicia una teràpia de llarga durada amb zidovudina. Això se suma a altres factors que fan que els nivells de vitamina B₁₂ baixin en persones amb VIH.[228] Les dades suggereixen que els suplements de vitamina B₁₂ no són útils per a les persones que prenen zidovudina.

### Interaccions amb herbes i suplements dietètics
- L'àcid fòlic: Especialment en grans dosis, pot emmascarar la deficiència de vitamina B₁₂ per complet. Si hi ha deficiència de la vitamina B₁₂, l'àcid fòlic pot corregir els símptomes més evidents de l'anèmia megaloblàstica, permetent al mateix temps el dany neurològic que pot arribar a ser irreversible. Així, el nivell en sang de la vitamina B₁₂ ha de ser determinat abans d'administrar àcid fòlic.[229]
- Potassi: Els suplements de potassi poden reduir l'absorció de vitamina B₁₂ en algunes persones. Aquest efecte s'ha pogut comprovar amb clorur de potassi i, en menor mesura, amb citrat de potassi.

## Recomanacions
El consum dietètic de referència per a un adult varia de 2 a 3 micrograms per dia. La dosi diària recomanada de vitamina B₁₂ en dones embarassades és de 2,6 micrograms per dia i 2,8 micrograms durant els períodes de lactància. No hi ha prou informació fiable sobre la seguretat de consumir grans quantitats de vitamina B₁₂ durant l'embaràs.
És recomanable que els vegetarians mengin aliments enriquits amb vitamina B₁₂ o prendre un suplement de vitamina B₁₂ diàriament o setmanalment. Aquesta recomanació és vàlida tant per vegans com per ovolactovegetarians.
A més a més, pels adults de 51 anys i majors es recomana consumir aliments fortificats o suplements de B₁₂ per complir amb la dosi diària recomanada, perquè són una població amb un major risc de deficiència.

## Altres usos mèdics
La hidroxicobalamina o hidroxocobalamina, també coneguda com a vitamina B₁₂a, s'utilitza a Europa per a la deficiència de vitamina B₁₂ i com antídot intravenós de les intoxicacions per cianur i de las derivades de la inhalació de fums o vapors amb/de cianhídric (la dosi en adults és de 5 g en 15 minuts o de 10 g en 1 h en cas de manca de resposta). Pot ser emprada conjuntament amb tiosulfat de sodi sempre que les dues substàncies no siguin administrades de forma simultània a través de la mateixa via. El mecanisme d'acció és senzill: el lligand d'hidròxid de la hidroxocobalamina és desplaçat per l'ió cianur tòxic i el complex B12 inofensiu resultant s'excreta per l'orina. Als Estats Units, l'Administració de Drogues i Aliments va aprovar al novembre de l'any 2006 l'ús de hidroxocobalamina per al tractament agut de la intoxicació per cianur i l'EMA ho va fer onze mesos després. És un dels medicaments inclosos en la Guia d'antídots per als centres hospitalaris de Catalunya. Cal dir que l'aprovació i comercialització de la hidroxocobalamina com medicament contra la intoxicació cianhídrica va suposar la disponibilitat d'una presentació farmacèutica (Cyanokit®, vial de 2,5 g d'hidroxocobalamina) adaptada a les necessitats de la medicina d'urgències, d'ús ràpid i amb mínims efectes adversos renals, ja que fins aleshores per aconseguir dosis antidòtiques feia falta emprar entre 250 i 500 ampolletes de la hidroxocobalamina (10 mg en 2 ml) usada en l'anèmia perniciosa. La cianocobalamina administrada oralment és efectiva, a mig i llarg termini, per tractar casos de deficiència de vitamina B₁₂ en pacients amb malaltia de Crohn.
Un alt nivell de vitamina B₁₂ en persones d'edat avançada pot retardar en alguns casos l'atròfia cortical associada amb la malaltia d'Alzheimer i la pèrdua de funció cognitiva pròpia de la demència d'origen vascular. La vitamina B₁₂ s'ha utilitzat en el tractament de la psoriasi en forma d'injeccions intramusculars, encara que a hores d'ara les evidències de la seva eficàcia son poques.